# Bar Refaeli
Bar Refaeli (tiếng Hebrew: בר רפאלי; sinh ngày 4 tháng 6 năm 1985) là một người mẫu kiêm diễn viên người Do Thái, cô được biết đến nhiều qua việc quan hệ tình ái với nam diễn viên người Mỹ Leonardo DiCaprio trước khi gây tiếng vang thực sự với vai trò người mẫu Năm 2011, cô được tạp chí danh tiếng Maxim bình chọn là một trong 100 gương mặt nóng bỏng nhất thế giới.

## Sự nghiệp
Bar Refaeli lớn lên trong một trang trại ngựa tại một vùng quê ở vùng đất Thánh Israel. Năm 11 tuổi, Bar Refaeli đã bắt đầu nghiệp người mẫu ở Israel. Năm 15 tuổi, Refaeli bắt đầu làm mẫu cho các catalogue thời trang, trong đó có các tạp chí nổi tiếng như Castro và Pilpel. Cô cũng tham gia trong một quảng cáo cho Milki.
Năm 2000, Bar Refaeli đã đoạt giải "Người mẫu của năm" trong một cuộc thi sắc đẹp và đến năm 2001, một lần nữa cô cũng đạt được thành tích này. Bar Refaeli được chọn làm người mẫu độc quyền cho mạng lưới thời trang Renuar và xuất hiện trong các cuốn catalogue mùa hè của họ năm 2002 và năm 2003.
Bên cạnh đó, Refaeli cũng được chọn làm người mẫu cho các sản phẩm nước ngoài như Dim hay xuất hiện trên trang bìa của tạp chí Elle của Pháp. Cô là người mẫu Israel đầu tiên xuất hiện trong tạp chí Sport Illustrated và trong các catologue của hãng đồ lót danh tiếng Victoria"s Secret. Bar Refaeli còn được đăng ảnh trên trang bìa trong ấn phẩm tháng 3 của tạp chí nổi tiếng dành cho đàn ông GQ Italy.
Đến nay, với chiều cao 1,75 m và các số đo hoàn hảo 90-61-90, hiện cô đang được coi là một người mẫu Israel đẹp nhất trên đất Hoa Kỳ. Tạp chí thời trang áo tắm số 1 thế giới Sports Illustrated 2007 chọn Bar Refaeli là một trong những chân dài xuất hiện trên ấn bản của tạp chí này. Bar Refaeli từng tham gia quảng cáo mới của đồ lót Passionata và hãng nước hoa Escada, cô cũng có những shoot hình, trở thành gương mặt dại diện cho chiến dịch quảng cáo đầu năm mới 2012 của hãng thời trang Đức Peter Hahn.

## Đời tư
Năm 2005, cô gặp Leonardo DiCaprio sau khi cùng nhau tham dự một bữa tiệc ở Las Vegas của nhóm nhạc U2, sau đó đến tháng 5 năm 2011, cô quyết định chính thức chấm dứt mối quan hệ tình ái này. Sau khi chia tay Bar Refaeli từng hẹn hò với David Fisher một cách không công khai chính thức ngoài ra có tin đồn cô đang cặp kè với Pierre Sarkozy.